# ポンポン船

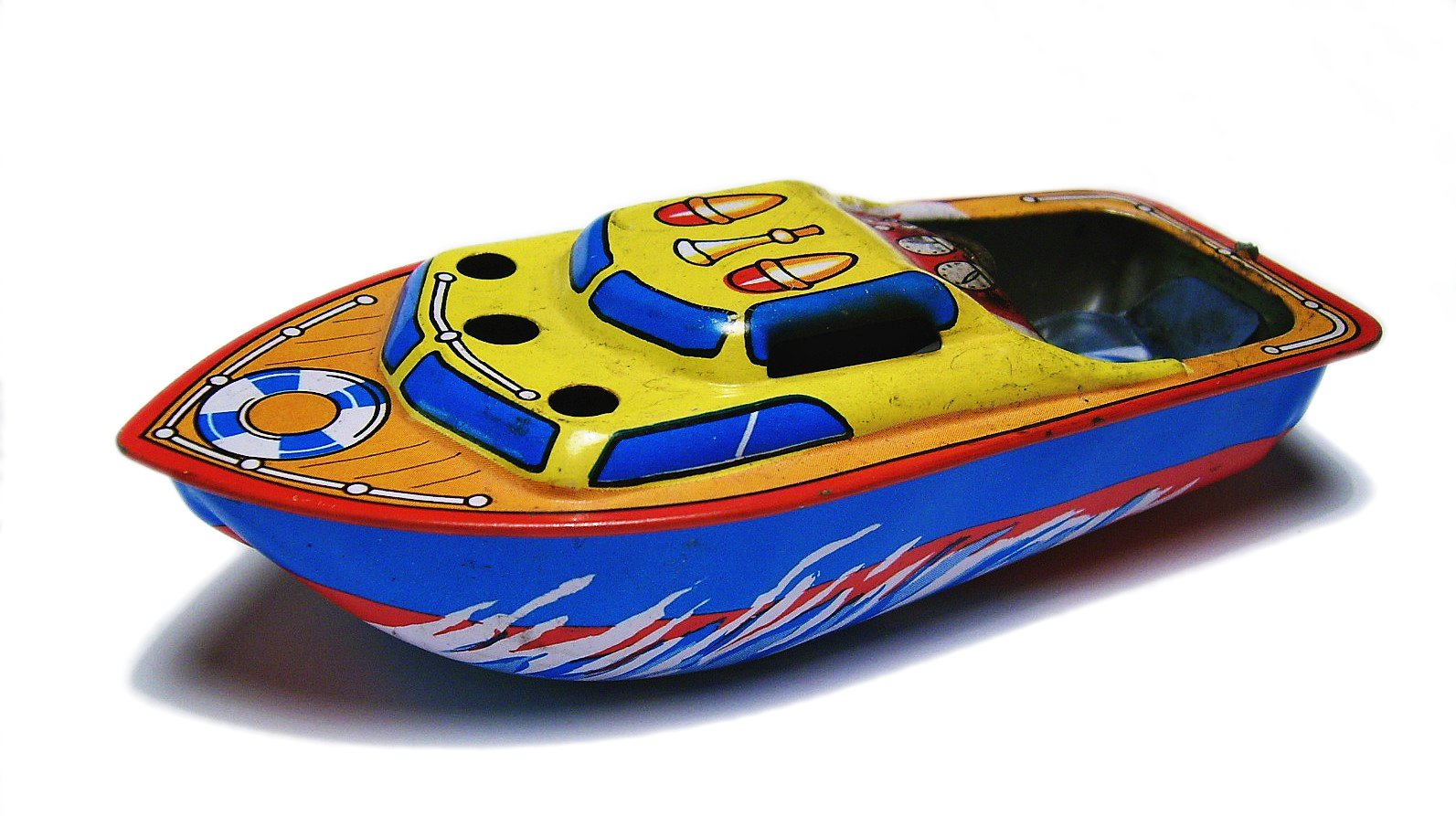
ポンポン船（蝋燭で加熱する）

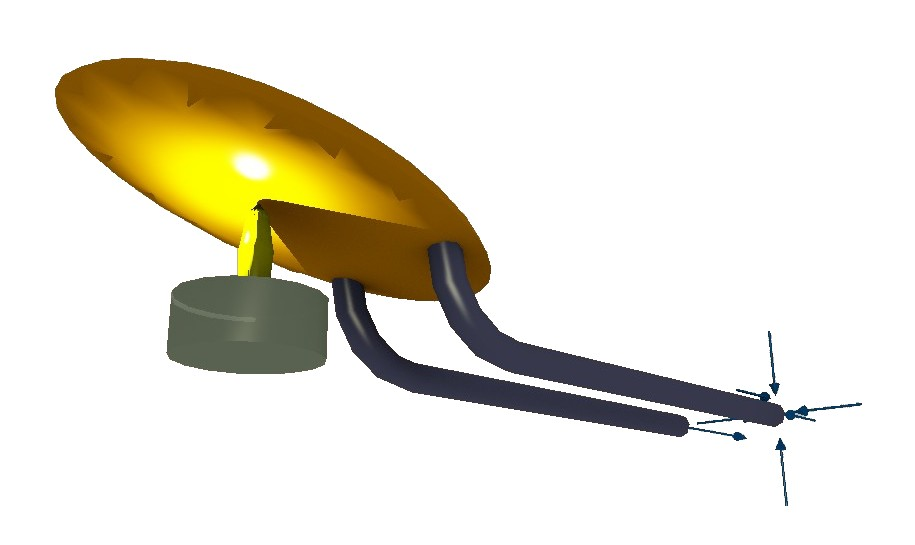
楕円状のボイラーの下部を蝋燭で加熱することにより、両側のパイプから水が噴出、流入を繰り返す

ポンポン船（ポンポンせん、英: pop pop boat）、あるいはポンポン蒸気（ポンポンじょうき）とは、水蒸気の圧力で推進力を得る船舶玩具のことである。もともとは、焼玉エンジンを用いた実用の船の通称（エンジン音の擬音に由来）であったが、その作動音に似ていることから転じて、模型の船のことも指すようになった。玩具としての他、金属板加工などの工作（図画工作ないし技術科）の題材や理科教材に使われることもあり、科学館などのミュージアムショップなどでも取扱があることもある。

## 作動原理
ボイラーを加熱した時に発生する水蒸気で内部の水が噴射されてその反動で前進する。内部の水蒸気が負圧になるまで慣性で排出が続くため、排出が止まると水が逆流して内部に入る。水により水蒸気が冷却されるためさらに水が吸入される。吸入された水が加熱されて、また噴射が起きる。これを繰り返して前進する。内部に空気が残っていたり、空気が入ったりすると上手く作動しない。ボイラーは、機械的な変形をともなわないものではパイプを螺旋状に巻いたものを使うことが現在多い。バイメタルの変形を利用し効率よく噴射をおこなうものもあり「ポンポン」はそのタイプの動作音から来ている。
水の噴出、流入が一定のサイクルで行われることから、一種の流体素子による自励発振と見ることができる。管路の流路抵抗が大きい場合、上手く作動しない。吸入・吐出口を共通とする噴射システムという点では、バルブレス型のパルスジェットに少し似ている。

## 歴史

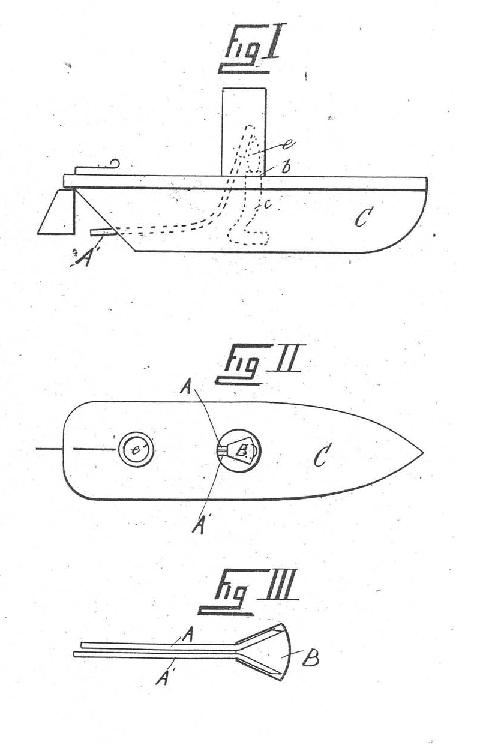
ピオによるポンポン船の設計図

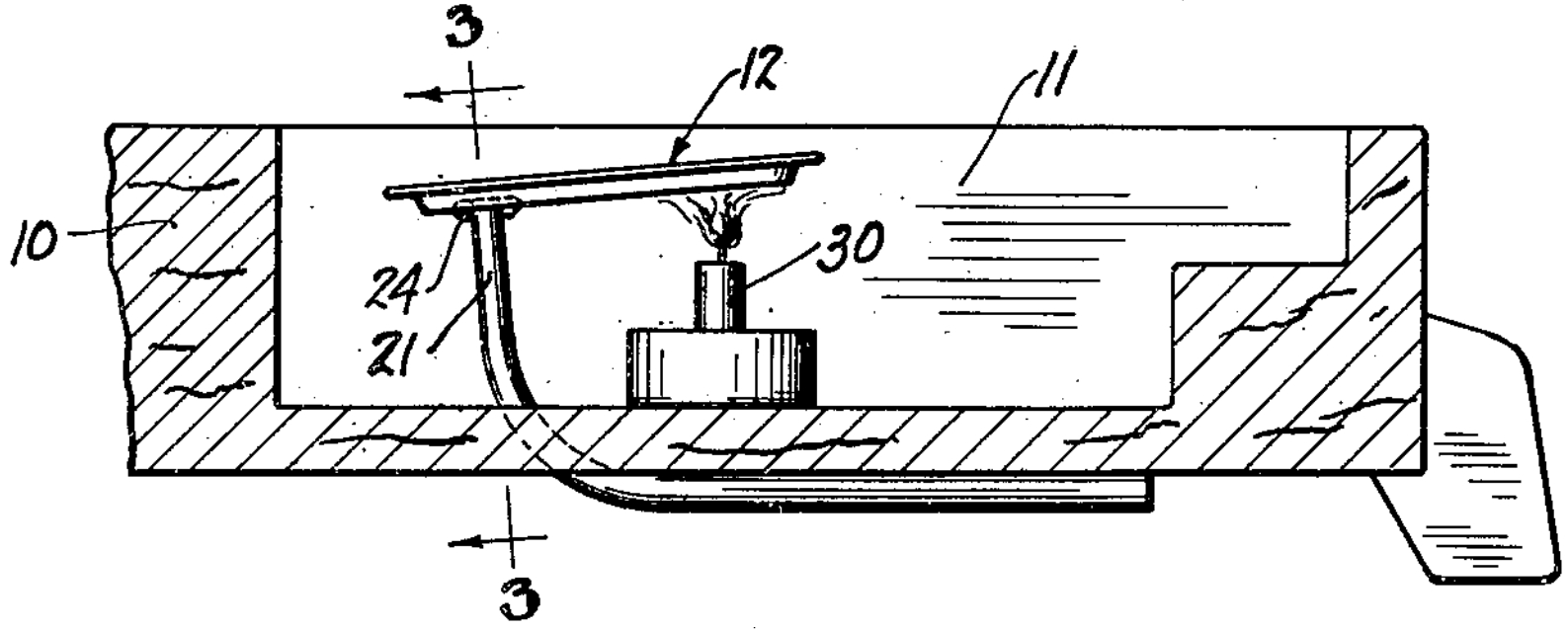
ジョーンズによる振動板タイプのポンポン船

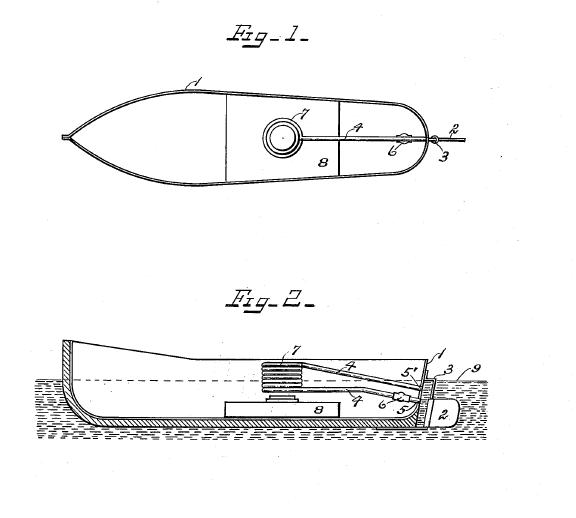
パーセルによる螺旋タイプのポンポン船

一般に、史上最初のポンポン船はフランス人トマ・ピオ（Thomas Piot）によるものとされている。1891年、ピオは小さなボイラーと2本の噴射管を有するポンポン船の特許をイギリスで取得した。しかしベイジル・ハーレイが1975年にある記事で述べているように、1880年のフランスの新聞に類似の船に関する言及があり、ピオ以前にもこの種の玩具は存在したと思われる。
1915年にはアメリカ人チャールズ・J・マクヒューがピオの設計を発展させ、振動板タイプのエンジンの特許を取った。
1920年、ウィリアム・パーセルは管をコイル状に巻いたタイプのエンジンの特許を取得した。この型のエンジンは構造が単純であるため、現在に至るまで自家製ポンポン船の主流であり続けている。
チャールズ・マクヒューは1926年に別の特許を取得している。これも振動板タイプのエンジンだが、大量生産に適した設計に改良されていた。
1934年にはポール・ジョーンズが振動板タイプのエンジンを更に大量生産向きに改良し、特許を取得。ジョーンズの設計したエンジンはプレスによる容易な生産が可能だった。
1920年代には噴射管が1本だけのポンポン船も大量に作られたが、それ以外の年代も通して見ると、噴射管が2本のタイプが主流である（ボイラーに水を満たしやすいというメリットがあるため）。
ポンポン船は長らく隆盛を誇り、特に1940年代・50年代には特に流行した。20世紀後半になってプラスチック製玩具が市場を席巻すると、他のブリキ製玩具と共に衰退した。現在でも生産されてはいるが、往年ほどの数ではない。
その歴史を通じ、多様な種類のポンポン船が生み出された。単純で安価なものもあれば、装飾的で芸術的なものも存在した。他の玩具と同様にこれらの船は蒐集の対象となっており、希少性やデザインにより様々な価格で取引されている。

## メーカー
- ミツワモデル - 外輪船やクイーン・エリザベス2、漁船等のポンポン船のプラモデルを販売していた。
- その他にも数社ある。

## 登場する作品
- 崖の上のポニョ
- だがしかし2